# Ágora de los Huéspedes
El Ágora de los Huéspedes, es un ágora y fue una de las cinco primeras obras concebidas dentro del contexto de la Ciudad Abierta, se construyó en 1978. Está conformada como una explanada central con dos taludes (o hendiduras) en la tierra, que se encuentran compactados, y cuyo suelo es plano, lo que hace que la altura de los taludes aumente a medida que se avanza por la explanada central, dada la pendiente del lugar. Además se encuentra dispuesta estratégicamente frente al acceso, en la parte alta de los terrenos de la Ciudad Abierta. Originalmente existió la idea de colocar tres losas de hormigón de 11 x 11 m frente al bosque, para formar una separación entre el mar y el paisaje y así quedar contenido en el ágora.
Posee aproximadamente 1.564 m², y en su parte superior, se encuentran dispuestas cinco esculturas en ferrocemento, diseñadas por Claudio Girola.